# Diego Capel
Diego Ángel Capel Trinidad, född 16 februari 1988 i Albox, Almería, är en spansk fotbollsspelare som spelar som yttermittfältare.

## Karriär
Capel debuterade för Sevilla som 16-åring i då han klev in i slutminuterna i en match mot Atlético Madrid. Säsongen 2007/08 blev Capel en ordinarie spelare i truppen efter att lagkamraten Antonio Puerta avlidit i samband med en match i början av säsongen. Den 9 februari 2008 gjorde Capel sitt första ligamål i en match mot FC Barcelona.
År 2007 spelade Capel i Spaniens U20-landslag i  U20-VM. Mittfältaren gjorde mål redan i första matchen och hjälpte därmed sitt lag till kvartsfinalen, där de dock slogs ut av Tjeckien.
Inför säsongen 2010/2011 hade det ryktats mycket om att Capel var på väg bort från Sevilla. Enligt en rad tidningar hade lag såsom Arsenal FC, Tottenham Hotspur FC, FC Internazionale Milano, Juventus FC och Real Madrid  visat intresse. Utköpningspriset låg då på 42 miljoner euro, men Capel förlängde kontraktet till 2014. Utköpspriset i kontraktet ändrades till 30 miljoner euro